# Andreas Petri Grubb
Andreas Petri Grubb, född 1525 i Gefle församling, död 1611 i Nederluleå församling, var en svensk präst och riksdagsman.

## Biografi
Andreas Petri Grubb tillhörde Norrlandssläkten Grubb och Bureätten såsom son till borgmästaren i Gävle Per Andersson Grubb. Han lär ha studerat utomlands och där ha tagit magistergraden. Olika uppgifter gör gällande att han hade varit skolmästare eller sekreterare åt Erik XIV, innan han blev kyrkoherde. 1569 blev han kyrkoherde i Luleå socken. Han blev 1586 kontraktsprost över Västerbottens norra kontrakt 
Han närvarade vid riksdagen 1571 där beslut togs om Älvsborgs lösen, samt var en av undertecknarna av beslutet från Uppsala möte.
Julen år 1600 hade Grubb besök av Johannes Bureus som i sin Sumlen berättar om julfirandet vid tiden. Samma år tog han över fostran av sina dotterdöttrar vilkas far var den samma år avlidne Nicolaus Olai Bothniensis.

### Familj
Grubb var gift med Christina Samuelsdotter. De fick tillsammans barnen Brita Grubb som var gift med kyrkoherden Gerhardus Jonæ i Skellefteå församling, Elisabeth Grubb som var gift med ärkebiskop Nicolaus Olai Bothniensis i Uppsala stift och sedan professorn Claudius Opsopæus, physices professorn Petrus Andreæ Grubb vid Uppsala universitet, Ingeborg Grubb som var gift med kyrkoherden Henricus Johannis Opsopæus i Norrmalms församling, Margareta Grubb gift med astronomen Johannes Olai Anthelius vid Uppsala universitet, graecae linguae professorn Samuel Andreæ Grubb vid Uppsala universitet och Catharina Grubb som var gift med kyrkoherden Petrus Jonae Hudvichius i Arbrå församling.